# Chris Edgerly
Christopher Edgerly, detto Chris (Silver Spring, 6 agosto 1969), è un attore e doppiatore statunitense.

## Filmografia
- Shelby Woo, indagini al computer – serie TV, un episodio (1997)

## Doppiaggio

### Film d'animazione
- Cloak in Uno zoo in fuga
- Boris in Outback

#### Serie animate
- Vari personaggi in I Simpson
- Yanagi / Markson / Kido in Baki
- Babble / Elfred in Sofia la principessa

#### Videogiochi
- Pathfinder in Apex Legends

## Doppiatori italiani
Da doppiatore è stato sostituito da:
- Gabriele Calindri ne Il Padrino II, Mass Effect
- Luca Sandri in The Punisher - Il Punitore
- Pino Insegno ne Il Signore degli Anelli - Il ritorno del Re
- Roberto Stocchi in Uno zoo in fuga
- Francesco Mei in X-Men Le origini: Wolverine
- Raffaele Fallica in The Amazing Spider-Man 2
- Andrea De Nisco in Skylanders: Swap Force
- Michele Gammino ne I Simpson (umanologo rettiliano)
- Nanni Baldini ne I Simpson (Stewie Griffin, terapista)
- Francesco Pezzulli ne I Simpson (Detonator)
- Andrea Ward ne I Simpson (presentatore del Comicalooza)
- Davide Perino ne I Simpson (nerd al Comicalooza #2)
- Oreste Baldini ne I Simpson (Stan Laurel)
- Paolo Carenzo in Apex Legends